# Scaeurgus patagiatus
Scaeurgus patagiatus är en bläckfiskart som beskrevs av Berry 1913. Scaeurgus patagiatus ingår i släktet Scaeurgus och familjen Octopodidae. Inga underarter finns listade i Catalogue of Life.